# Toxorhina (Ceratocheilus) chiapasensis
Toxorhina (Ceratocheilus) chiapasensis is een tweevleugelige uit de familie steltmuggen (Limoniidae). De soort komt voor in het Neotropisch gebied.